# Ивановский, Алексей Осипович
Алексей Осипович (Иосифович) Ивано́вский (1863—1903) — русский синолог, преподаватель Петербургского университета, один из авторов Энциклопедического словаря Брокгауза и Ефрона.

## Биография
Родился 8 (20) марта 1863 года в городе Гдове. Старший брат Дмитрия Иосифовича Ивановского (1864—1920).
С серебряной медалью окончил в 1881 году Ларинскую гимназию и поступил на факультет восточных языков Санкт-Петербургского университета. Закончив университетский курс в 1885-м, остался при университете, в 1887-м защитил диссертацию на степень магистра («Инородцы Юго-Западного Китая»), а в 1889-м получил докторскую степень, защитив диссертацию «Юнь наньские инородцы в период династий Юань, Мин и Дай Цин»(СПб.: тип. В. Безобразова и К°, 1889. — XXX, 320, 56 с., 2 л. карт.).
После присвоения докторской степени, Ивановский в 1889—1891 находился в командировке по Китаю и Маньчжурии. По возвращении в Петербург стал приват-доцентом в Санкт-Петербургском университете на кафедре китайского языка и словесности, выступая помощником профессора В. П. Васильева.
Несколько статей поместил в «Зап. Вост. Отделении Императорского Русского Археологического Общества»: «Посольство Николая Спафари» (Т. II, 1887 и Т. III, 1888), «Тибетский перевод „Послания к ученику“» (Т. IV, 1888), «О китайском переводе буддийского сборника Jata-kamala» и «Медная монета в Маньчжурии» (обе — Т. VII, 1893) и другие.
В бельгийском журнале «Le Muséon: Revue d’Études Orientales»: «Легенда о статуе Будды» (A. Iwanowski. Dsandan dsou yin domok, légende de la statue de Bouddha, faite en bois de Tchandana // Muséon, II, 1883, pp. 93-104), «О покорении Тибета» (т. же, 1880) и др.
Напечатал «Маньчжурскую хрестоматию. Вып. 1-2.» (СПб., 1893—1895) и «Mandiurica» (I. Образцы солонского и дахурского языков. — СПб.: тип. Имп. Акад. наук, 1894. — XIV, 79 с.). Во II т. «Путешествия, 1884-86» Г. Н. Потанина (СПб., 1893) поместил «Историю Спасителя Мила-райбы» (с тибетского).
Умер 25 января (7 февраля) 1903 года. Похоронен на Смоленском православном кладбище.